# 喬丹·蒙哥馬利
喬丹·蒙哥馬利（英語：Jordan Blackmon Montgomery，1992年12月27日—），美国南卡罗来纳州萨姆特人，职业棒球投手，現效力於密爾瓦基釀酒人。他先前曾效力於洋基、紅雀、遊騎兵與響尾蛇等隊。

## 早年
喬丹·蒙哥馬利曾就读于萨姆特高中和南卡罗来纳大学，并参加校棒球队。

## 職業生涯

### 紐約洋基
2014年蒙哥馬利参加MLB选秀，在第四轮被紐約洋基队选中，他选择和洋基队签约，签约金为42.4万美元。之后几年，他在美国职棒小联盟球队比赛，并从新人联盟逐渐爬升到3A联盟。2017年4月12日，洋基队把他召唤到大聯盟参加比赛，他的大聯盟首秀对阵坦帕湾光芒队，此战他投了 4+2⁄3局，有7个三振。4月17日，在和芝加哥白袜队的比赛中，蒙哥馬利收获了首场大联盟比赛胜投。
2018年5月1日，他在對陣休士頓太空人隊的賽事中途退賽下場，據指出，其為肘部緊繃所擾，翌日他便被放入傷兵名單，評估將缺陣六至八週。然而，洋基球團在6月5日宣布，蒙哥馬利的傷勢嚴重，確定將進行韌帶置換手術，球季報銷。蒙哥馬利缺陣也讓洋基後段輪值戰力告急，最終他在當年僅先發6場，戰績2勝0負，自責分率3.62。